# Differentiated Services Code Point

Differentiated Services Code Point (DSCP) est un champ dans l'entête d'un paquet IP. Le but de ce champ est de permettre la différenciation de services ou DiffServ. Il est défini dans la RFC 2474.

## Structure et position
Ce champ représente les 6 premiers bits du champ ToS en IPv4 et utilise le champ Traffic Class en IPv6.
Il est codé sur un octet. Les six premiers bits indiquent la valeur de DSCP, les 2 suivants ne sont pas utilisés dans la RFC 2474. Dans la RFC 3168, ils sont utilisés pour la notification explicite de congestion.